# Занзибар град/запад
Западни Занзибар је један од 26 административних региона у Танзанији. Главни град региона је Занзибар. Регион обухвата западни део острва Занзибар које се налази у Индијском океану 30 км источно од обале Танзаније наспрам региона Пвани. Површина региона је 230 km².
Према попису из 2002. године у региону Занзибар град/запад је живело 391 002 становника.

## Дистрикти
Регион Западни Занзибар је административно подељен на 2 дистрикта: Урбани и Западни.